# Woody Woodbury
Robert Dennis Woodbury (Saint Paul, Minnesota, 9 de febrero de 1924) es un comediante, actor, personalidad de televisión y presentador de programas de entrevistas estadounidense. Es conocido por sus álbumes de comedia, la mayoría de los cuales se lanzaron a principios de la década de 1960. Fue uno de los primeros comediantes en recibir un disco de oro.

## Biografía
Era un instructor de vuelo en el Cuerpo de Marinas de la Segunda Guerra Mundial y la guerra de Corea. Apareciendo en un club nocturno de Florida, Woodbury conoció a Fletcher Smith, quien grabó el material de Woody y, a través de sus conexiones en Hollywood, llevó a Woodbury a aparecer en algunas películas. En 1948, trabajaba en el Clover Club en Miami. El papel cinematográfico más importante de Woodbury fue el de "Tío Woody" en Para aquellos que piensan joven de 1964 (con James Darren, Pamela Tiffin, Tina Louise y Paul Lynde). Entre otras apariciones cinematográficas de Woodbury: ¡A salvo en casa! (con Mickey Mantle y Roger Maris, 1962); Más allá del Triángulo de las Bermudas (película para televisión con Fred MacMurray y Donna Mills, 1975); Super Fuzz (con Ernest Borgnine, 1981); y Hardly Working (con Jerry Lewis, 1981).
En 1962, Woodbury reemplazó a Johnny Carson como presentador del programa de juegos Who Do You Trust? cuando Carson se fue para suceder a Jack Paar en la dirección de The Tonight Show , un puesto por el que Woodbury también había estado compitiendo.
A mediados y finales de la década de 1960, Woodbury actuaba a menudo en Caesars Palace en Las Vegas, realizando giras a nivel nacional y actuando en torneos de golf benéficos con Bob Hope, Jackie Gleason y otros. Fue anfitrión de un concurso de belleza en Virginia Occidental con Gordon MacRae y Troy Donahue. En la década de 1970, Woodbury realizó comedias en vivo, principalmente en el  Fort Lauderdale, Florida, área, su base de operaciones durante muchos años.
The Woody Woodbury Show estuvo en televisión de 1967 a 1968, un programa de entrevistas y variedades de 90 minutos que se transmitía por las tardes entre semana en la mayoría de los mercados.

## Vida personal
A mediados y finales de la década de 1960, Woodbury se mudó de Plantation (Florida) a California con su tercera esposa, Sussanne, y sus dos hijos, Kimberly y Bobby. En 1981, se divorció de su tercera esposa. El 8 de agosto de 2019, Woodbury ayudó a honrar a Eugene "Gene" Witkowski (1921–2023), de 97 años, que sirvió en la Segunda Guerra Mundial, que vivió en Fort Lauderdale, Florida área durante cincuenta años.
Él cumplió 100 años el 9 de febrero de 2024.

## Discografía
- Woody Woodbury mira el amor y la vida (1959)[6]
- La habitación de la risa de Woody Woodbury (1960)
- Primer mensaje anual del presidente del club "El alcohol es la única respuesta" (1960)
- El concierto de comedia de Woody Woodbury (1961)
- Saloonatics de Woody Woodbury (1961)
- Woody Woodbury en La especia tiene razón (1962)
- Lo mejor de Woody Woodbury (1963)
- A través del ojo de la cerradura con Woody Woodbury (1964)
- Más de Woody (1973)
- La alegría de Woody Woodbury (2001)